# Ceratopsion microxephora
Ceratopsion microxephora är en svampdjursart som först beskrevs av James Barrie Kirkpatrick 1903.  Ceratopsion microxephora ingår i släktet Ceratopsion och familjen Raspailiidae. Inga underarter finns listade i Catalogue of Life.